# 旭丘站 (富山縣)
旭丘站（日语：／ Asahigaoka teiryūjō */?）是位於富山縣高岡市江尻，萬葉線的電車站。

## 電車站構造
電車站是地面車站，建設在共用行車道上，設有2面2線的相對式月台。月台設有上蓋和斜道，提供了無障礙設施。
在2004年（平成16年）前，此站設有與日本Zeon高岡工場、日本曹達高岡工場的專用鐵道之平面交叉。

## 歷史
- 1948年4月10日：富山地方鐵道地鐵高岡（現時：高岡站）至伏木港之間開通，此站啟用。
- 1959年4月1日：轉讓路線給加越能鐵道。
- 2002年4月1日：轉讓路線給萬葉線[2]。
- 2024年9月28日：可使用ICOCA及全國通用IC卡付款[3]。

## 電車站周邊
- 高岡旭丘簡易郵局
- 陽光之湯（超級錢湯）

## 相鄰電車站
萬葉線
■萬葉線（高岡軌道線）
江尻－旭丘－荻布

## 外部連結
- 萬葉線旭丘站上行 （页面存档备份，存于）及下行 （页面存档备份，存于）時間表（日語）